# Parafia Najświętszego Serca Pana Jezusa w Pietrzykowicach
Parafia pod wezwaniem Najświętszego Serca Pana Jezusa w Pietrzykowicach – parafia rzymskokatolicka znajdująca się w Pietrzykowicach. Należy do dekanatu Łodygowice diecezji bielsko-żywieckiej.
Parafię wzmiankowano po raz pierwszy w 1373 jako Villa Petri. Należała wówczas do dekanatu Oświęcim diecezji krakowskiej.